# Onthophagus sharpi
Onthophagus sharpi là một loài bọ cánh cứng trong họ Bọ hung (Scarabaeidae).